# Ueda Yuki
Yuki Ueda (sinh ngày 20 tháng 9 năm 1996) là một cầu thủ bóng đá người Nhật Bản.

## Sự nghiệp câu lạc bộ
Yuki Ueda đã từng chơi cho Yokohama FC.